# Rivière Etchemin
Pour les articles homonymes, voir Etchemin.
Le bassin versant de la rivière Etchemin constitue un sous-ensemble du bassin versant du fleuve Saint-Laurent, au Québec, au Canada. Il est situé sur le côté sud du fleuve Saint-Laurent et sa confluence est en face à la ville de Québec. Ce bassin versant est borné à l’ouest par le bassin de la rivière Chaudière et au nord-est par les bassins de la rivière du Sud et de la rivière Boyer.

## Géographie

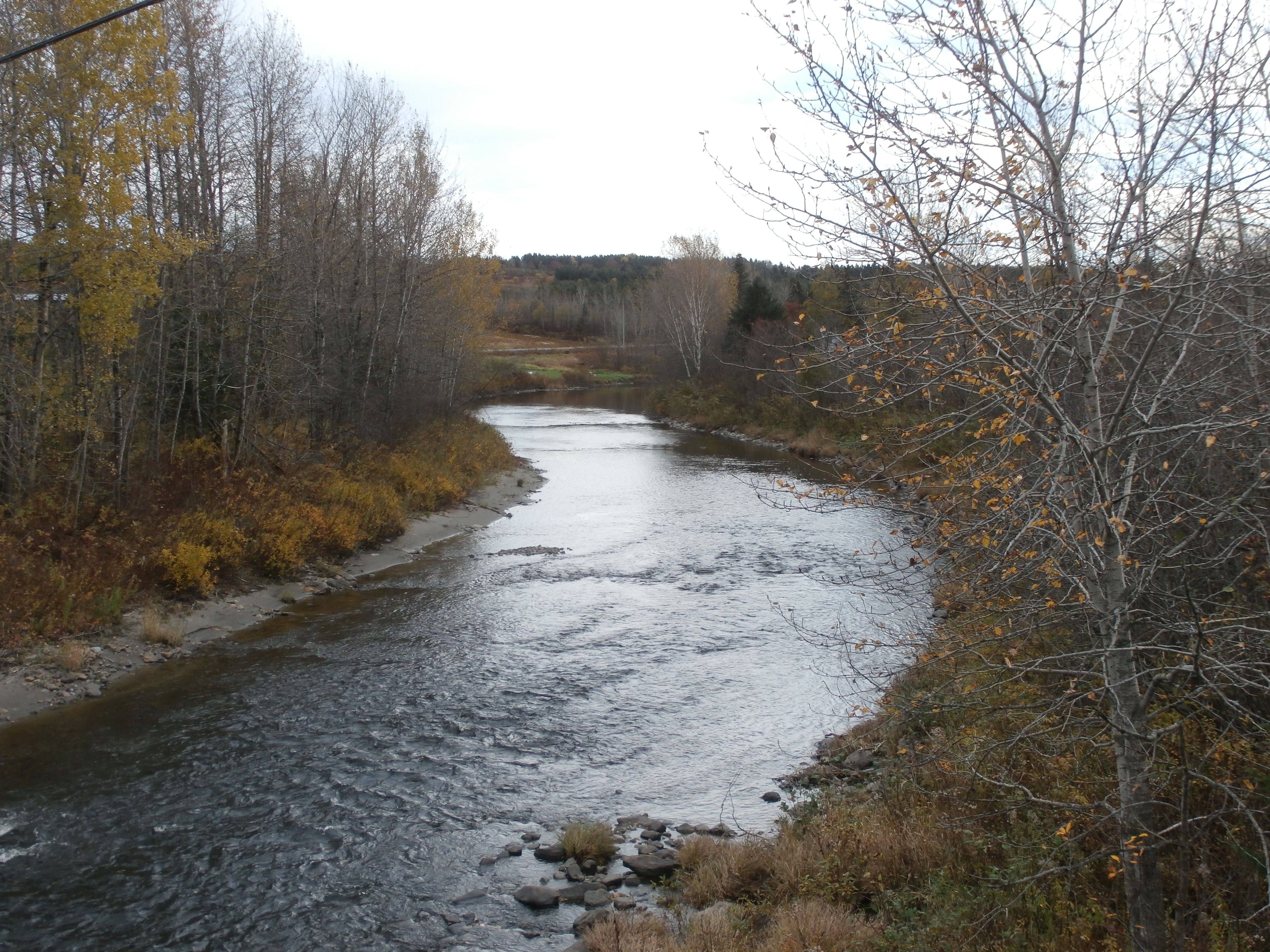
Rivière Etchemin à l'est du mont Orignal.

La rivière Etchemin prend sa source dans les massifs appalachiens (Monts Notre-Dame). Sa tête se situe dans la municipalité de Saint-Philémon (MRC de Bellechasse) et coule en direction sud-ouest jusqu'à ce que son cours atteigne la décharge du lac Etchemin. À partir de ce point, elle se détourne quelque peu pour couler selon un axe sud-est/nord-ouest, allant se déverser dans le  fleuve Saint-Laurent à la hauteur de Lévis. La rivière Etchemin est longue d'environ 140 kilomètres avec une pente moyenne de 4,1 mètres par kilomètre.

## Physiographie

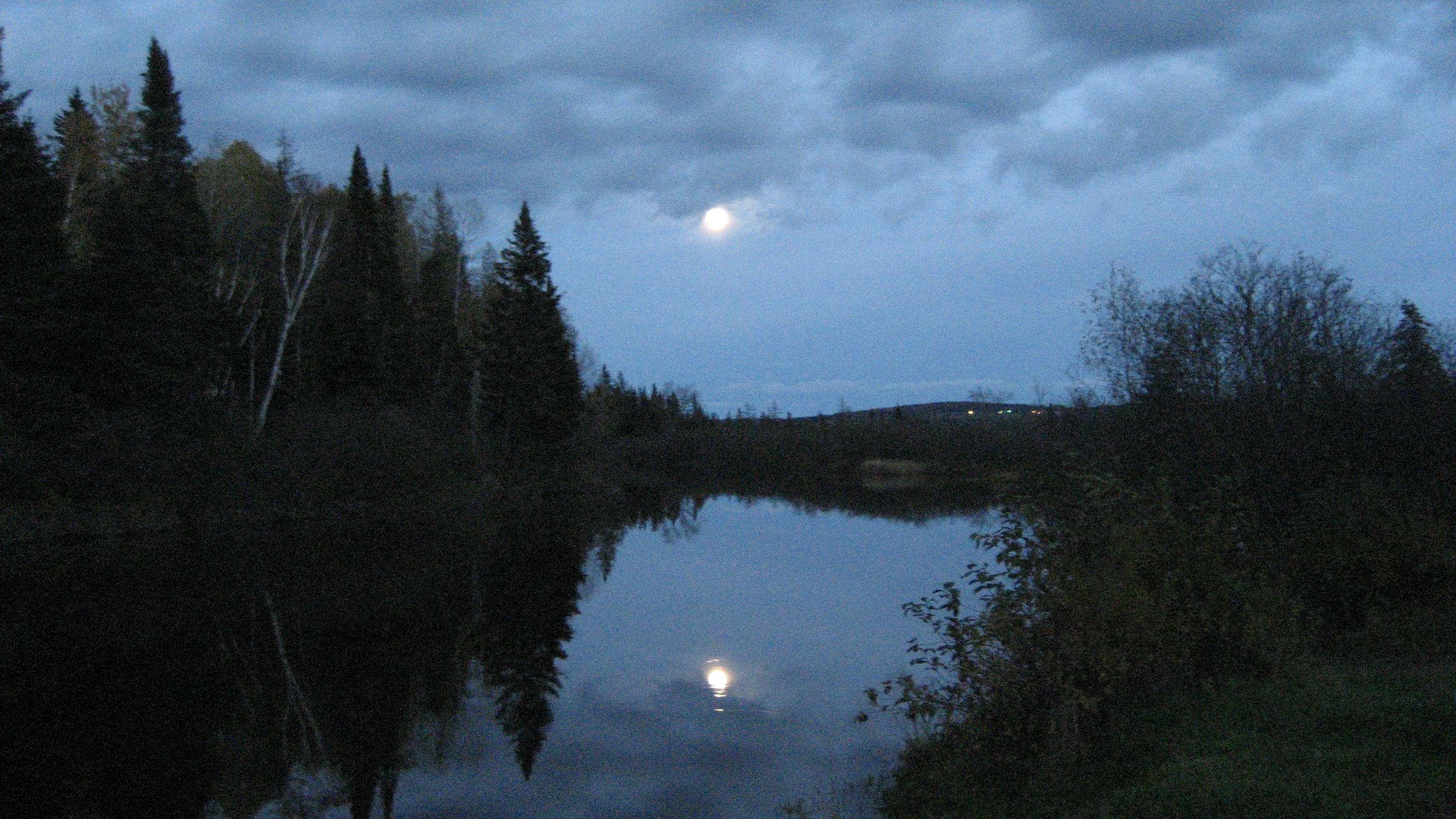
Rivière Etchemin, à Saint-Odilon-de-Cranbourne

Le bassin hydrographique de la rivière Etchemin draine une vaste région dont la superficie est de 1 466 km2. La physiographie du territoire de ce bassin versant est marquée par la présence de trois ensembles physiographiques différents, parallèles au fleuve Saint-Laurent et disposés vers l'intérieur des terres de façon successive, en fonction de l'altitude et des formes du relief. La Plaine du Nord est caractérisée par les Basses Terres du Saint-Laurent, le Piedmont constituant la zone de transition entre les Basses Terres et la zone de plateau et de collines des Appalaches, et le Plateau appalachien et les collines affiliées à la chaîne des Monts Notre-Dame.

## Sous-bassins versants
À l'intérieur même du bassin versant de la rivière Etchemin et de ses deux grands ensembles de relief, il est possible de déterminer la présence de sous-bassins versants. La rivière Etchemin comporte sept sous-bassins, cinq dans sa partie appalachienne (amont), un dans les Basses Terres du Saint-Laurent (aval) et celui de la rivière Etchemin qui s’écoule dans les deux formes de reliefs.
La rivière Etchemin est alimentée par six affluents drainant des superficies de plus de 50 km2. Les plus importants tributaires selon un ordre décroissant sont les rivières Le Bras (222 km2), des Abénaquis (110 km2), à l'Eau Chaude (93 km2), la décharge du Lac Etchemin (70 km2), aux Billots (66 km2) et des Fleurs (59 km2).

## Plans d'eau
Le réseau hydrographique du bassin versant de la rivière Etchemin compte 616 plans d'eau. Les principaux occupant le secteur amont du territoire. La plupart des lacs qu’on retrouve dans le bassin sont de faible superficie (moins de 5 km2). Le seul réservoir majeur, le lac Etchemin, qu'on retrouve dans le réseau est situé à la tête du bassin versant. Ce lac draine un territoire d’une superficie de 44,5 km2.

## Divisions administratives
Le bassin versant de la rivière Etchemin est intégré à la région administrative de Chaudière-Appalaches. Il y représente environ 9,7 % de sa superficie totale, répartie dans les 25 municipalités des 5 municipalités régionales de comté suivantes :
| Municipalité régionale de comté | Municipalité                        | Superficie dans le bassin versant (km²) | Pourcentage dans le bassin versant |
| ------------------------------- | ----------------------------------- | --------------------------------------- | ---------------------------------- |
| Bellechasse                     | Armagh                              | 0,427                                   | 0,3                                |
| Bellechasse                     | Honfleur                            | 23,091                                  | 45,3                               |
| Bellechasse                     | Notre-Dame-Auxiliatrice-de-Buckland | 65,850                                  | 67,7                               |
| Bellechasse                     | Saint-Anselme                       | 43,689                                  | 58,4                               |
| Bellechasse                     | Saint-Damien-de-Buckland            | 70,961                                  | 85,6                               |
| Bellechasse                     | Saint-Henri                         | 77,057                                  | 62,1                               |
| Bellechasse                     | Saint-Lazare-de-Bellechasse         | 59,891                                  | 69,6                               |
| Bellechasse                     | Saint-Léon-de-Standon               | 136,978                                 | 100,0                              |
| Bellechasse                     | Saint-Malachie                      | 103,584                                 | 100,0                              |
| Bellechasse                     | Saint-Nazaire-de-Dorchester         | 51,562                                  | 100,0                              |
| Bellechasse                     | Saint-Philémon                      | 4,813                                   | 3,3                                |
| Bellechasse                     | Sainte-Claire                       | 89,096                                  | 100,0                              |
|                                 |                                     |                                         |                                    |
| La Nouvelle-Beauce              | Frampton                            | 107,511                                 | 70,8                               |
| La Nouvelle-Beauce              | Sainte-Hénédine                     | 51,350                                  | 100,0                              |
| La Nouvelle-Beauce              | Sainte-Marguerite                   | 32,726                                  | 39,3                               |
| La Nouvelle-Beauce              | Saint-Isidore                       | 100,486                                 | 97,3                               |
| La Nouvelle-Beauce              | Saint-Lambert-de-Lauzon             | 30,227                                  | 27,5                               |
| La Nouvelle-Beauce              | Scott                               | 8,665                                   | 26,5                               |
|                                 |                                     |                                         |                                    |
| Les Etchemins                   | Lac-Etchemin                        | 117,223                                 | 72,6                               |
| Les Etchemins                   | Sainte-Justine                      | 1,091                                   | 0,9                                |
| Les Etchemins                   | Saint-Luc-de-Bellechasse            | 150,221                                 | 94,1                               |
| Les Etchemins                   | Saint-Magloire                      | 19,144                                  | 9,2                                |
| Les Etchemins                   | Sainte-Sabine                       | 18,070                                  | 26,5                               |
|                                 |                                     |                                         |                                    |
| Beauce-Centre                   | Saint-Odilon-de-Cranbourne          | 50,881                                  | 38,9                               |
|                                 |                                     |                                         |                                    |
| Ville de Lévis                  | Arrondissement Desjardins           | 9,318                                   | 6,2                                |
| Ville de Lévis                  | Arrondissement Chaudière-Est        | 68,444                                  | 53,9                               |

## Toponymie
Le toponyme "rivière Etchemin" a été officialisé le 5 décembre 1968 à la Commission de toponymie du Québec.